# Destilação

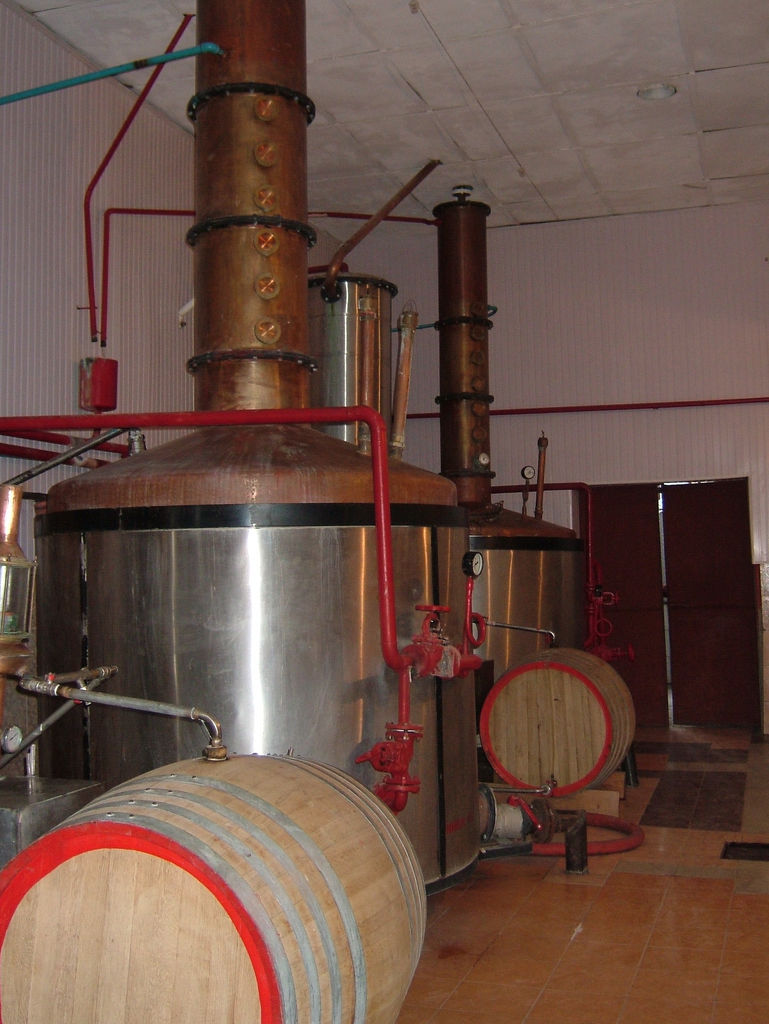
Uma destilaria de conhaque.

A destilação é uma técnica de separação de misturas. Em termos práticos, quando temos duas ou mais substâncias formando uma mistura líquida, a destilação pode ser um método para separá-las. 
Um exemplo de destilação que remonta à antiguidade é a destilação de bebidas alcoólicas. A bebida é feita pela condensação dos vapores de álcool que escapam mediante o aquecimento de um mosto fermentado. Como o ponto de ebulição do álcool é menor que o da água presente no mosto, o álcool evapora, dando-se assim a separação da água e o álcool. 
O petróleo é um exemplo moderno de mistura que deve passar por várias etapas de destilação antes de resultar em produtos realmente úteis ao homem. Por exemplo: gasolina, óleo diesel, querosene, asfalto e outros.
O uso da destilação como método de separação disseminou-se pela indústria química moderna. Pode-se encontrá-la em quase todos os processos químicos industriais em fase líquida em que seja necessária uma purificação.
Em teoria não se pode purificar substâncias até 100% de pureza através da destilação. Para conseguir uma pureza bastante alta, é necessário fazer uma separação química do destilado posteriormente.
A destilação tem suas limitações. Não se pode separar misturas azeotrópicas por destilação comum.
Para o processo de destilação, usa-se um recipiente normalmente de vidro com a mistura dentro. Se aquece o recipiente e o liquido que tem o ponto de ebulição mais baixo evapora e vai para o condensador, um aparelho que tem um tubo na parte interna e outro na parte externa. Na parte externa, se coloca água, que resfria o tubo da parte interna e assim o gás la dentro condensa, assim se transformando em um líquido e caindo em um Erlenmeyer. Assim, você terá um líquido da mistura em um recipiente e o resto da mistura em outro. 
Destilação fracionada é o produto de separação onde se utiliza uma coluna de fracionamento na qual é possível realizar a separação de diferentes componentes que apresentam propriedades químicas distintas, como o ponto de ebulição.
Destilação simples
Método de separação utilizado para separar o componente sólido que está dissolvido em um líquido. Durante a realização do processo, apenas o componente líquido sofre mudança de estado físico. Abaixo segue a representação da aparelhagem utilizada nesse método.

## Limitações
A destilação da forma descrita neste artigo não pode separar misturas chamadas azeotrópicas. Existem as seguintes formas de contornar a situação:
- destilação azeotrópica
- destilação extrativa
- destilação fracionada
- peneiras moleculares
- pervaporação
- vaporização

Destilação fracionada é um dos processos mais comuns nas indústrias químicas - desde as indústrias farmacêuticas aos polos petroquímicos. O petróleo, uma mistura de líquidos orgânicos, é destilado e separado em diversas frações, de onde saem os éteres, gasolina, o piche, e a grande maioria dos compostos aromáticos que são produzidos.